# Rockstown Castle
Rockstown Castle (irisch Caisleán Bhaile na Carraige) ist die Ruine eines mittelalterlichen Tower Houses 5 km südlich des Dorfes Ballyneety, das etwa 11 km südsüdöstlich von Limerick im irischen County Limerick liegt.

## Beschreibung
Der Turm mit quadratischem Grundriss steht auf einer felsigen Erhöhung. Er hat fünf Stockwerke. Größtenteils ist das Gebäude intakt, aber die Öffnung der Eingangstüre im Erdgeschoss, dort wo sich das Maschikuli befand, ist ausgebrochen. Direkt vor der Eingangstüre ist ein Graben in den Fels geschnitten.
Das erste Obergeschoss fehlt, aber dessen Decke ist gewölbt. Die Fenster in den Ecken haben tiefe Laibungen. In einer Ecke befindet sich eine Wendeltreppe, die bis zum Dach führt und ihr Licht durch kleine, schlitzförmige Fenster erhält. Der Raum im zweiten Obergeschoss ist mit einem offenen Kamin in einer Ecke ausgestattet, aber die darüber liegende Decke fehlt. Das dritte Obergeschoss hat ebenfalls eine Gewölbedecke.
Im obersten Stockwerk befinden sich drei Fenster mit Rundbögen. Zwei Fensteröffnungen sind noch intakt, die dritte stark beschädigt. Das Dach fehlt, aber es sind noch Konsolen sichtbar, wo es einst war. Auf dem Dach gibt es an einer Ecke eine kleine Tourelle.